# + (Album)
+ ist das erste Studioalbum des britischen Popsängers Ed Sheeran aus dem Jahr 2011.

## Hintergrund
Die Erstveröffentlichung von + erfolgte am 9. September 2011 durch das Musiklabel Atlantic Records. In den folgenden Jahren erschienen diverse verschiedene Ausführungen, die auf verschiedenen Medien um weitere Bonusinhalte erweitert wurden. Das Original setzt sich aus zwölf Aufnahmen zusammen, wobei mit The Parting Glass ein zusätzlicher Hidden Track vorhanden ist. Die Lieder wurden alle von Sheeran selbst geschrieben und komponiert, der dabei von weiteren Koautoren unterstützt wurde.

## Titelliste
| #   | Titel                         | Länge |
| --- | ----------------------------- | ----- |
| 1.  | The A Team                    | 4:18  |
| 2.  | Drunk                         | 3:20  |
| 3.  | U.N.I.                        | 3:48  |
| 4.  | Grade 8                       | 2:59  |
| 5.  | Wake Me Up                    | 3:49  |
| 6.  | Small Bump                    | 4:19  |
| 7.  | This                          | 3:15  |
| 8.  | The City                      | 3:54  |
| 9.  | Lego House                    | 3:05  |
| 10. | You Need Me, I Don’t Need You | 3:40  |
| 11. | Kiss Me                       | 4:40  |
| 12. | Give Me Love                  | 8:46  |

## Rezension
Anne Nußbaum, Kritikerin bei laut.de, schrieb kritisch zu +: „[...] Wohltönend ist es allemal, was der Engländer da zusammenschreibt. Text und Melodie fügen sich so angenehm homogen ineinander, dass es im eisekalten Februar ganz wohlig wird in den Herzen der Radiohörer wie in den Köpfen der Labelleute von Warner beim Gedanken ans Kassenklingeln.“

## Kommerzieller Erfolg

### Chartplatzierungen
| ChartsChartplatzierungen       | Höchstplatzierung | Wochen |
| ------------------------------ | ----------------- | ------ |
| Deutschland (GfK)              | 12 (34 Wo.)       | 34     |
| Österreich (Ö3)                | 21 (16 Wo.)       | 16     |
| Schweiz (IFPI)                 | 2 (74 Wo.)        | 74     |
| Vereinigte Staaten (Billboard) | 5 (243 Wo.)       | 243    |
| Vereinigtes Königreich (OCC)   | 1 (444 Wo.)       | 444    |

| ChartsJahrescharts (2011)    | Platzierung |
| ---------------------------- | ----------- |
| Vereinigtes Königreich (OCC) | 9           |

| ChartsJahrescharts (2012)      | Platzierung |
| ------------------------------ | ----------- |
| Schweiz (IFPI)                 | 54          |
| Vereinigte Staaten (Billboard) | 136         |
| Vereinigtes Königreich (OCC)   | 3           |

| ChartsJahrescharts (2013)      | Platzierung |
| ------------------------------ | ----------- |
| Vereinigte Staaten (Billboard) | 46          |
| Vereinigtes Königreich (OCC)   | 47          |

| ChartsJahrescharts (2014)      | Platzierung |
| ------------------------------ | ----------- |
| Vereinigte Staaten (Billboard) | 122         |
| Vereinigtes Königreich (OCC)   | 51          |

| ChartsJahrescharts (2015)      | Platzierung |
| ------------------------------ | ----------- |
| Vereinigte Staaten (Billboard) | 59          |
| Vereinigtes Königreich (OCC)   | 38          |

| ChartsJahrescharts (2017)      | Platzierung |
| ------------------------------ | ----------- |
| Vereinigte Staaten (Billboard) | 195         |
| Vereinigtes Königreich (OCC)   | 16          |

| ChartsJahrescharts (2018)    | Platzierung |
| ---------------------------- | ----------- |
| Vereinigtes Königreich (OCC) | 57          |

| ChartsJahrescharts (2019)    | Platzierung |
| ---------------------------- | ----------- |
| Vereinigtes Königreich (OCC) | 73          |

| ChartsJahrescharts (2020)    | Platzierung |
| ---------------------------- | ----------- |
| Vereinigtes Königreich (OCC) | 99          |

### Auszeichnungen für Musikverkäufe
| Land/Region                  | Auszeichnungen für Musikverkäufe (Land/Region, Auszeichnung, Verkäufe) | Verkäufe    |
| ---------------------------- | ---------------------------------------------------------------------- | ----------- |
| Australien (ARIA)            | Diamant                                                                | 500.000     |
| Dänemark (IFPI)              | 3× Platin                                                              | 60.000      |
| Deutschland (BVMI)           | 3× Gold                                                                | 300.000     |
| Europa (IFPI)                | 2× Platin                                                              | (2.000.000) |
| Finnland (IFPI)              | Gold                                                                   | 10.000      |
| Frankreich (SNEP)            | Gold                                                                   | 50.000      |
| Irland (IRMA)                | 6× Platin                                                              | 90.000      |
| Italien (FIMI)               | Platin                                                                 | 50.000      |
| Kanada (MC)                  | 5× Platin                                                              | 400.000     |
| Neuseeland (RMNZ)            | 8× Platin                                                              | 120.000     |
| Niederlande (NVPI)           | Gold                                                                   | 25.000      |
| Österreich (IFPI)            | Platin                                                                 | 15.000      |
| Polen (ZPAV)                 | 2× Platin                                                              | 40.000      |
| Schweden (IFPI)              | Platin                                                                 | 40.000      |
| Schweiz (IFPI)               | Gold                                                                   | 15.000      |
| Singapur (RIAS)              | Platin                                                                 | 10.000      |
| Spanien (Promusicae)         | Platin                                                                 | 40.000      |
| Vereinigte Staaten (RIAA)    | 3× Platin                                                              | 3.000.000   |
| Vereinigtes Königreich (BPI) | 9× Platin                                                              | 2.700.000   |
| Insgesamt                    | 5× Gold · 44× Platin · 1× Diamant ·                                    | 7.425.000   |

Hauptartikel: Ed Sheeran/Auszeichnungen für Musikverkäufe